# Z Ursae Minoris
Z Ursae Minoris är en eruptiv variabel av RCB-typ (RCB) i stjärnbilden Lilla björnen. Det var 1994 som stjärnan började katalogiseras som RCB-variabel. Dessförinnan hade den kategoriserats som Mira-variabel. 
Stjärnan har magnitud +10,8 och når i förmörkelsefasen ner till +19,0. 